# Di Melo
Roberto de Melo Santos, mais conhecido como Di Melo (Recife, 22 de abril de 1949), é um músico, pintor, escultor, ator, escritor e poeta brasileiro. Seus álbuns são caracterizados pela variedade de gêneros musicais, incluindo a mistura de elementos da música soul e do funk com a psicodelia. Lançou seu primeiro álbum em 1975, num período em que diversos membros da black music brasileira iniciaram carreira, tendo canções gravadas por Wando e Jair Rodrigues.
Após desistir da visibilidade pública, entrou em ostracismo, apresentando-se em bares e cantinas. Iniciou uma parceria musical com Geraldo Vandré na década de 1980, que rendeu doze canções. No início da década seguinte, sofreu um grave acidente de motocicleta, que deu origem a boatos sobre uma suposta morte do artista. Contudo, em 1997, uma de suas canções entrou na coletânea Blue Brazil 2, fazendo com que DJs ingleses redescobrissem seu trabalho.
No decorrer da década de 2000, lançou uma série de discos independentes. Mais tarde, foi objeto de dois documentários e um curta-metragem ficcional. Atualmente, também trabalha com pinturas, esculturas e poemas, tendo ainda escrito dois livros e atuado em uma peça teatral. Seu primeiro álbum teve uma aparição no clipe da canção "Don't Stop the Party", do grupo The Black Eyed Peas. Desde 2000, é casado com a baiana Jô Abade, com quem possui uma filha, Gabriela, também cantora.
Em 2022, seu primeiro álbum foi considerado um dos 500 maiores discos da música brasileira, em votação do podcast Discoteca Básica.

## Biografia
Di Melo é filho de Artur Napoleão de Melo Carneiro Filho, violonista e taxista e de Gabriela Dativa dos Santos, cantora, que o inspirou de modo significativo em seu gosto musical.

### Primeiras experiências musicais
"Já nasci assim. Gostando, curtindo, vivenciando, me ramificando e bebendo na fonte das várias artes, ou seja: teatro, música, pintura, entalhe e, nos termos de composição, sempre gostei de violões e suas formas. Acho que nasci boêmio."

Di Melo
Seu padrinho, nascido em Portugal, era dono de uma das maiores casas de ferragem de Pernambuco. Quando criança, cotado para trabalhar no local, permaneceu durante apenas oito dias, devido ao frequente contato com o violão. Aos 13 anos de idade, compôs sua primeira canção. Durante sua adolescência, guardava e lavava carros, entalhava madeira, pintava quadros e se apresentava nos bares do Aroeira e Bumba Meu Bar. Após missas, costumava organizar concertos improvisados com seus amigos.
Em 1965, o então organista de Roberto Carlos, Vanderlei, ouviu as canções do artista e sugeriu-o que fosse a São Paulo. Acompanhado por ele, Di Melo viajou à cidade, porém não se adaptou ao frio, logo voltando à terra-natal Recife e atuando na peça teatral O Arame Farpado no Continente Perdido. Em 1968, apresentou algumas composições para Jorge Ben Jor, que lhe deu o cartão do empresário Roberto Colossi. Partindo outra vez para São Paulo, foi apadrinhado por ele.
No começo da década de 1970, o artista era conhecido, intimamente, como Boby d'Melo, chegando a assinar suas primeiras composições com o apelido. Colossi conduziu-o para a realização de shows na caravana da rede de lojas Ducal Roupas. Naquele período, era muito comum entre os músicos brasileiros a realização desse tipo de evento para gravadoras, rádios, teatros, entre outros. Entre 1973 e 1974, viveu em Tóquio, no Japão, onde frequentava o bar Saci Pererê. Na cidade, compôs canções que mais tarde seriam lançadas oficialmente. Posteriormente, Di Melo viajaria à França e à Alemanha.

### EMI-Odeon e primeiro álbum

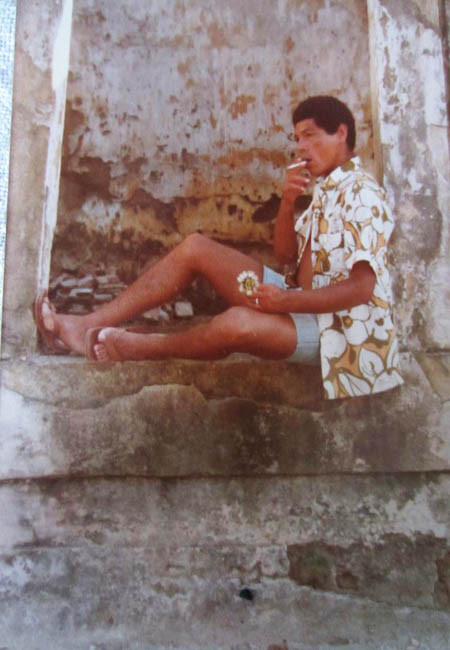
Di Melo em data desconhecida.

Em meados da década, Roberto Colossi adoeceu e morreu pouco tempo depois. De volta ao Brasil, o artista começa a se apresentar em bares paulistanos. Certa vez, a cantora Alaíde Costa organizou uma competição no bar Jogral, Rua Augusta, um dos frequentados por Di Melo à época. Alaíde gostou da performance e decidiu apresentá-lo ao diretor da EMI-Odeon, Moacir Meneghini Machado, que o contratou após ouvir algumas de suas composições.
Em oito dias, finalizou a gravação de seu primeiro álbum, que foi lançado em 1975 e contou com participações instrumentais de Hermeto Pascoal e Heraldo do Monte. Foram feitas três mil cópias do long-play para divulgação nas rádios, que reproduziram frequentemente as canções contidas nele. Esgotado em sua primeira tiragem, foi elogiado pelos críticos musicais da época.
Os cantores Wando e Jair Rodrigues gravaram, respectivamente, as canções "Volta" e "Paspalho", de Di Melo. Mesmo com as altas vendagens, o artista recebeu, ao final do trimestre, onze cruzeiros pelos royalties. Sentiu-se, ainda, contrariado por seu produtor, que segundo ele o impediu de fazer músicas de cunho político, já que o país estava sob uma ditadura militar. Indignado, pediu rescisão da gravadora EMI-Odeon e voltou a cantar em bares e cantinas, principalmente na Camorra, onde eram apresentadas músicas italianas.
Nas palavras de Di Melo, iniciou-se na época uma "onda de despeito" para consigo. Em uma entrevista, ele disse que não recebe dinheiro com direitos autorais e que muitas pessoas utilizam seu trabalho sem autorização. Apesar dos diversos problemas pessoais, nunca parou de compor. Durante a década de 1980, percorreu várias regiões da América do Sul com Geraldo Vandré. A dupla possui doze canções em parceria.

### Acidente, retorno e casamento
No início da década de 1990, em certa noite, Di Melo dirigia sua motocicleta em Pinheiros, São Paulo, saindo do bar Avenida, quando dois caminhões foram em direção ao seu veículo, que andava na contramão. Alcoolizado, o artista viu que não conseguiria atravessá-los pelo centro e pulou da ponte, caindo em cheio no rio. O acidente deixou-o com grandes dificuldades de locomoção durante seis meses, tendo sido necessária uma fisioterapia para sua recuperação completa. Iniciaram-se, então, boatos duradouros envolvendo uma suposta morte do artista, surgindo assim seu apelido "imorrível".
Ele soube dos boatos quando, em 1999, um amigo seu, jornalista em Londres, ligou-o informando que havia sido feita uma pesquisa a nível mundial, indicando que sua voz era uma das dez maiores do planeta e que, em contrapartida, constava-se que ele havia morrido em um desastre de motocicleta. Espantado, Di Melo brincou que havia morrido e "esqueceram de [lhe] avisar". Dois anos antes, as músicas de seu primeiro álbum haviam voltado a tocar nas pistas de dança. A redescoberta se deu através de DJs ingleses, quando a música "A Vida em Seus Métodos Diz Calma" foi incluída na coletânea Blue Brazil 2.
Ao final da década, lançou o álbum Distando Estava, acompanhado pela banda do músico Belchior, pela extinta gravadora Camerati. Em 2000, o artista conheceu sua atual mulher, a baiana Jô Abade, puxando o bloco carnavalesco do "Vai Quem Quer". Hoje, ela é responsável pela agenda profissional do marido. O casal tem uma filha, Gabriela, de nome artístico Gabi di Abade, que faz participações em shows e discos do pai. No decorrer da década de 2000, Di Melo lançou oito discos independentes. Em 2002, seu primeiro álbum foi relançado dentro da coleção Odeon 100 Anos, coordenada por Charles Gavin.
Esse disco é realmente incrível. Ele tem uma coisa rara por aqui, que é o clavinete, instrumento usado por Stevie Wonder e outros astros do soul e funk dos anos 1970. Ele dá um balanço todo especial ao disco. E deve ser destacado o fato de ele ter sido muito bem gravado para a época. O som é ótimo.— Charles Gavin
Di Melo retornou aos grandes palcos quando, em 2009, um jornalista pernambucano encontrou o enteado do artista na rede social Orkut. O jornalista decidiu ir à cidade de São Paulo para buscar contato com o músico que, nesse ponto, decidiu se apresentar na 19ª edição do Festival de Inverno de Garanhuns. Na viagem a Pernambuco, reencontrou seus familiares, que desconheciam o paradeiro dele. O reaparecimento de Di Melo ganhou ampla atenção da mídia e de promotores de eventos.

### ImorríveleAtemporal

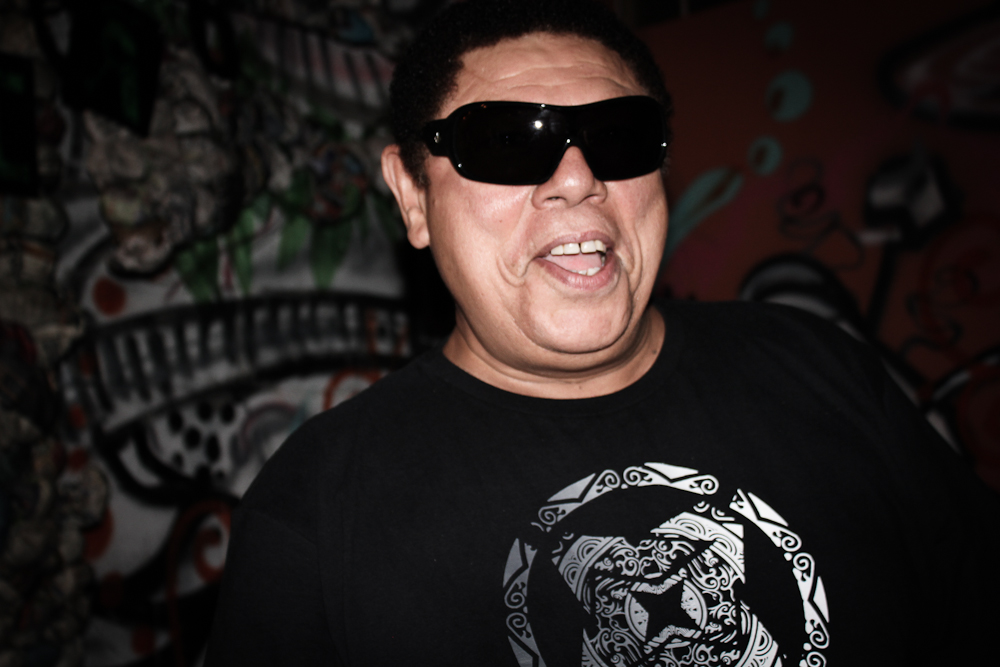
Di Melo em janeiro de 2012.

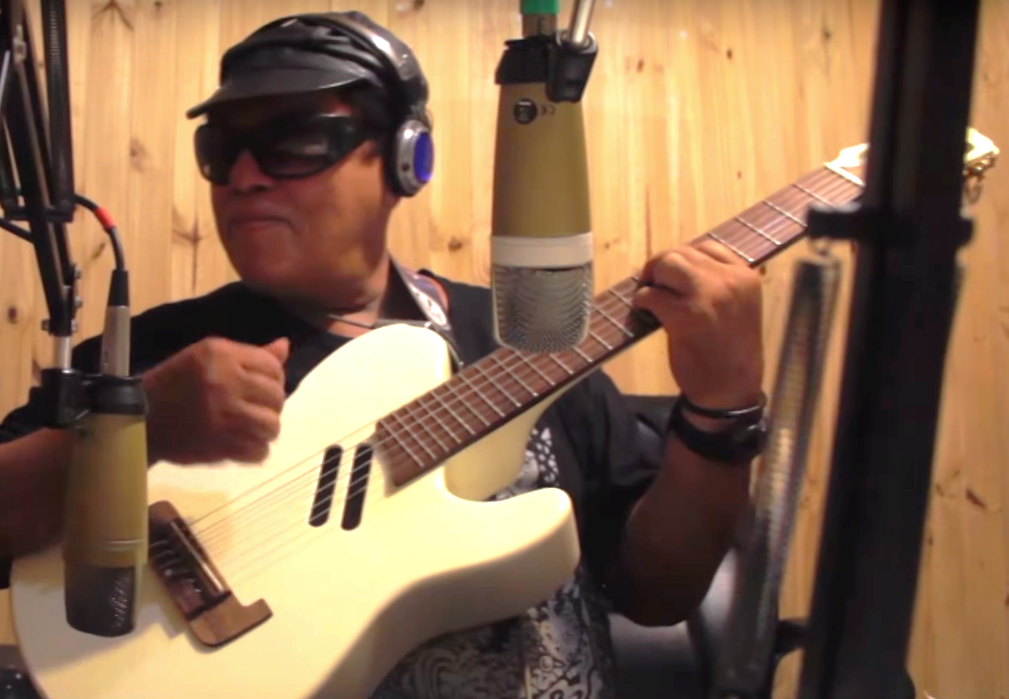
Di Melo em março de 2016, em entrevista a Rádio Cidadã FM.

Em 2011, o primeiro álbum do artista ganhou uma rápida aparição no videoclipe da canção "Don't Stop The Party" do grupo The Black Eyed Peas. No mesmo ano, ele se apresentou na Virada Cultural e em 2012, além das pinturas, passou a trabalhar também com esculturas e poemas. Em 2014, afirmou que já escreveu dois livros que ainda não foram publicados: A Mini Crônica da Mulher Instrumento e O Bicho Voador, este último inspirado na paixão do artista por aviões.
Em 2013, foi acompanhado pelo grupo Charlie e os Marretas e em 2015, realizou um concerto na quadra da escola de samba Bambas da Orgia, em Porto Alegre, Rio Grande do Sul. Em janeiro de 2016, foi lançado o álbum Imorrível pelo selo Casona Produções, contando com o trabalho de 55 músicos profissionais e participações de BNegão, Larissa Luz e Olmir Stocker. Participou duas vezes do festival Psicodália, em Rio Negrinho, Santa Catarina: em 2014 e em 2017. Na segunda vez, foi acompanhado pelo grupo Trombone de Frutas.
Em junho de 2018, foi lançado o single "A.E.I.O.U." e, em maio do ano seguinte, o álbum Atemporal, ambos gravados em São Paulo em parceria com a banda parisiense Cotonete, pela gravadora Favorite Recordings. O álbum conta com a participação de sua filha nos vocais da canção "Canto da Yara". Para a divulgação, foi feita uma turnê por vários países da Europa. A ideia do disco surgiu quando, desde o ano anterior, a banda procurava um artista brasileiro que aceitasse gravar um álbum em colaboração.
Em outubro de 2019, Di Melo apresentou-se no Circo Voador, Rio de Janeiro e em janeiro do ano seguinte, no festival BR48 em Florianópolis, Santa Catarina com Otto, Criolo e MC Tha. Em fevereiro de 2020, abriu o Festival Cachueirada, na Cachoeira Nascentes das Gerais, em Minas Gerais. Em março, apresentou-se no Sesc Araraquara, convidado pela banda Aláfia. Em abril, durante o período de quarentena devido à pandemia de COVID-19, Di Melo participou do festival virtual Fico em Casa, com Ira!, Marcos Valle e outros.
Em agosto, foi lançado digitalmente o álbum Onze (Músicas Inéditas de Adoniran Barbosa), no qual Di Melo participou cantando uma das canções do compositor paulista. Outros artistas que participaram do projeto, patrocinado pela cervejaria catarinense Eisenbahn, incluem Elza Soares, Zeca Baleiro, Rubel, Francisco, el Hombre e Luê. A curadoria foi feita pela Coala Lab, e a produção musical por Lucas Mayer e pela DaHouse Audio.
Em março de 2021, foi lançado o extended play Podível e Impodível, produzido por Diogo Strausz e Tó Brandileone, contendo sete canções do artista interpretadas por artistas promissores da música brasileira (Josyara, Felipe El, Theo Bial, Arthur Nogueira, Dora Morelembaum, Yan Cloud e Julia Mestre), além de uma releitura de "Minha Estrela" feita pelo próprio Di Melo. Em março de 2023, foi realizada uma nova edição do festival Cena Cerrado, em Uberlândia, Minas Gerais. Em homenagem ao artista, principal atração do evento, a edição foi batizada como "Imorrível!".

## Legado

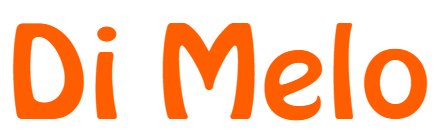
Logotipo usado na capa do álbum Di Melo, de 1975.

Segundo Vinícius Feder, colunista do website Soul Art, Di Melo deve ser reconhecido como um músico de grande legado para a música brasileira, graças a sua trajetória artística. Já segundo Luciano Matos, colunista do El Cabong, o artista era "um pernambucano que quase ninguém havia ouvido falar" e tornou-se uma "lenda". O livro Curtindo Música Brasileira (2013), de Alexandre Petillo, Eduardo Palandi, Erick Miranda e Zé Dassilva, credita Di Melo como um dos músicos "devidamente abençoados" que iniciaram sua carreira artística na metade da década de 1970, juntamente a Carlos Dafé, Robson Jorge, Miguel de Deus, Banda Black Rio e Gerson King Combo. Marcos Sampaio, jornalista e um dos fundadores do blog Discografia, definiu-o como uma "síntese perfeita de Candeia, Tim Maia e James Brown".
Um texto do website Itaú Cultural cita Di Melo como "um dos pais do funk e do soul nacionais", completando que o artista foi "um dos primeiros a trabalhar o suingue (...)" desses gêneros musicais. Para Diogo Mendes, do website Pontofervura, Di Melo é "um dos consolidadores do groove brasileiro" e um "cânone da MPB". Na opinião de Michelle Monte Mor, editora do website Hi-Mundim, o músico juntou, em seu primeiro álbum, elementos do funk, soul e psicodelia. Em uma de suas entrevistas, Di Melo definiu seus gêneros musicais como soul, samba rock, black music, funk, jazz rock, balada romântica e bossa nova. Nomes como Luiz Gonzaga, Elza Soares, Gilberto Gil, Caetano Veloso, Tim Maia, Jimi Hendrix, e grupos como The Beatles são alguns exemplos das influências que o artista teve ao longo de sua carreira.
Em dezembro de 2022, o primeiro álbum do artista foi considerado um dos 500 maiores discos da música brasileira, em votação realizada pelo podcast Discoteca Básica.

## Discografia
Durante o período em que ficou sem gravar ou lançar álbuns, o artista compilou em torno de 400 novas canções. Destas, aproximadamente cem foram gravadas para seus álbuns independentes. Outras canções também foram lançadas nos álbuns Imorrível (2016) e Atemporal (2019), porém muitas ainda não foram registradas.
A compilação 32 de Fevereiro é um apanhado de canções de Di Melo gravadas por outros artistas e canções de outros artistas gravadas por Di Melo. O artista ainda lançou quatro videoclipes musicais: "Kilariô"; "Má-Lida"; "Papos Desconexos Part. 1" e "Barulho de Fafá", este último para a extinta MTV Brasil.
A primeira edição de seu primeiro álbum tornou-se uma raridade, com aumento constante de seu preço. Em 2017, a média do valor era de 600 reais, o triplo de dois anos antes. Em 2021, o álbum já valia, em média, três mil reais. O artista descobriu sobre a raridade do disco quando certa vez o encontrou valendo 500 euros, nos Países Baixos.
| Álbuns de estúdio - Di Melo (EMI-Odeon, 1975) - Distando Estava - com banda de Belchior (Camerati, década de 1990) - Sons, Sacações, Sambas e Tesões (Independente) - Seleção de Sambas (Independente) - Multicheiro (Independente) - Ah! É de Engravidar o Coração (Independente) - Imorrível (Casona Produções, 2016) - Atemporal - com Cotonete (Favorite Recordings, 2019) | Álbuns de compilação - Coletânea (Independente) - Multicheiro 2 (Independente) - 32 de Fevereiro (Independente) - Sambas, Armações e Tesões (Independente) Álbuns ao vivo - Di Melo no Estúdio Showlivre (Showlivre, 2016) - Di Melo no Estúdio Showlivre, Vol. 2 (Showlivre, 2018) - Di Melo no Estúdio Showlivre, Vol. 3 (Showlivre, 2019) |

## Filmografia
- Di Melo: O Imorrível (2011, documentário): O filme conta a trajetória do artista e a história de seu retorno à cena musical após mais de 30 anos. Além do próprio, aparecem também no filme músicos como Charles Gavin e Léo Maia. Foi produzido por Stella Zimermann e dirigido por Alan Oliveira e Rubens Passaro.[61] Durante o ano seguinte, venceu sete prêmios, incluindo o de melhor montagem pelo Festival de Gramado.[61][62]

| Ano  | Premiação                   | Categoria                       | Indicação                      | Resultado |
| ---- | --------------------------- | ------------------------------- | ------------------------------ | --------- |
| 2012 | Cine MuBE Vitrine           | Melhor curta (júri popular)     | —                              | Venceu    |
| 2012 | Cine MuBE Vitrine           | Menção especial do júri         | —                              | Venceu    |
| 2012 | Cine PE                     | Prêmio aquisição (Canal Brasil) | —                              | Venceu    |
| 2012 | Festival Guarnicê de Cinema | Melhor documentário             | —                              | Venceu    |
| 2012 | Festival Guarnicê de Cinema | Melhor média-metragem           | —                              | Venceu    |
| 2012 | Festival Guarnicê de Cinema | Troféu ABD (melhor roteiro)     | Alan Oliveira e Rubens Passaro | Venceu    |
| 2012 | Festival de Gramado         | Melhor montagem                 | Gustavo Forti Leitão           | Venceu    |

- Sou(l) Kilariô (2015, documentário): Registra a primeira visita do músico a Belém, Pará, e exibe trechos de um show realizado na véspera do Círio de Nazaré. No filme, entre outras coisas, Di Melo fala sobre o próprio processo de composição e da gravação de seu primeiro álbum. Foi produzido pela Lamparina Filmes.[64][65]

- Universos (2017, curta-metragem): O enredo do filme é baseado em seu primeiro álbum e reflete questões cotidianas da cidade de São Paulo. Foi produzido pela CXL Produções, dirigido por Henrique Antonio e protagonizado por Jorge Guerreiro e Viviane Santos.[66]